# Kpankou
Kpankou è un arrondissement del Benin situato nella città di Kétou (dipartimento dell'Altopiano) con 21.778 abitanti (dato 2006).